# 亚历山大大帝陵墓

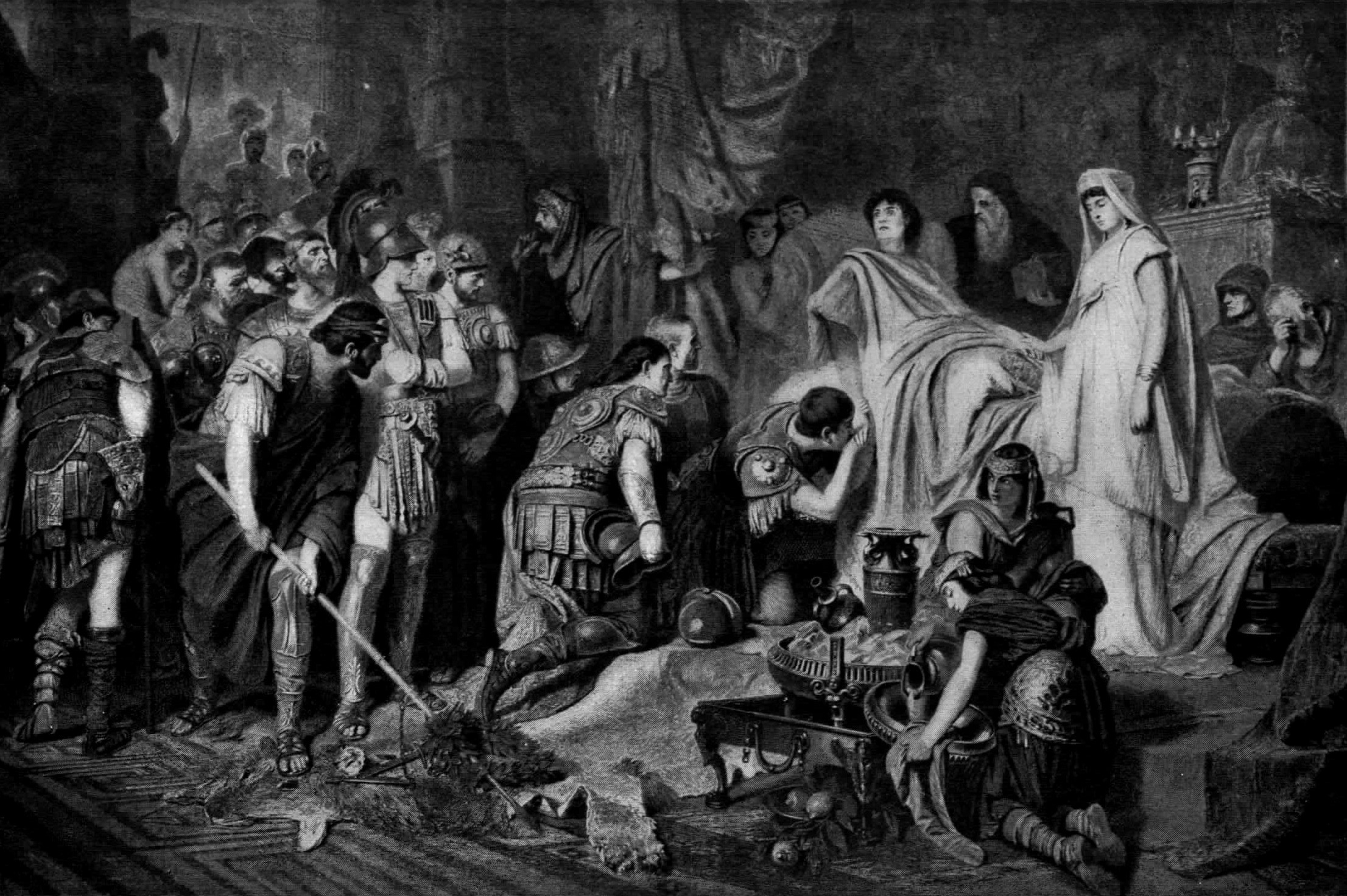
亞歷山大大帝臨終，1886年由畫家卡爾·馮·皮洛蒂所繪。

亚历山大大帝陵墓在許多歷史文獻中被提起，但它的準確位置长久以来仍是一个未解之谜。自希臘馬其頓帝國國王亚历山大大帝逝世于巴比伦后不久，他的遺體起初被托勒密一世埋葬在孟菲斯，之後被移至亞歷山卓重新安葬。繼希臘化時代之後的羅馬時代人物凱撒、埃及豔后和屋大維等歷史名人都在亞歷山卓參訪過亞歷山大大帝陵墓，但這座陵墓可能在公元四世紀時受到摧毀。從十九世紀起，超過一百餘次的官方團體試圖在亞歷山卓尋找古代亞歷山大大帝陵墓遺址。

## 背景

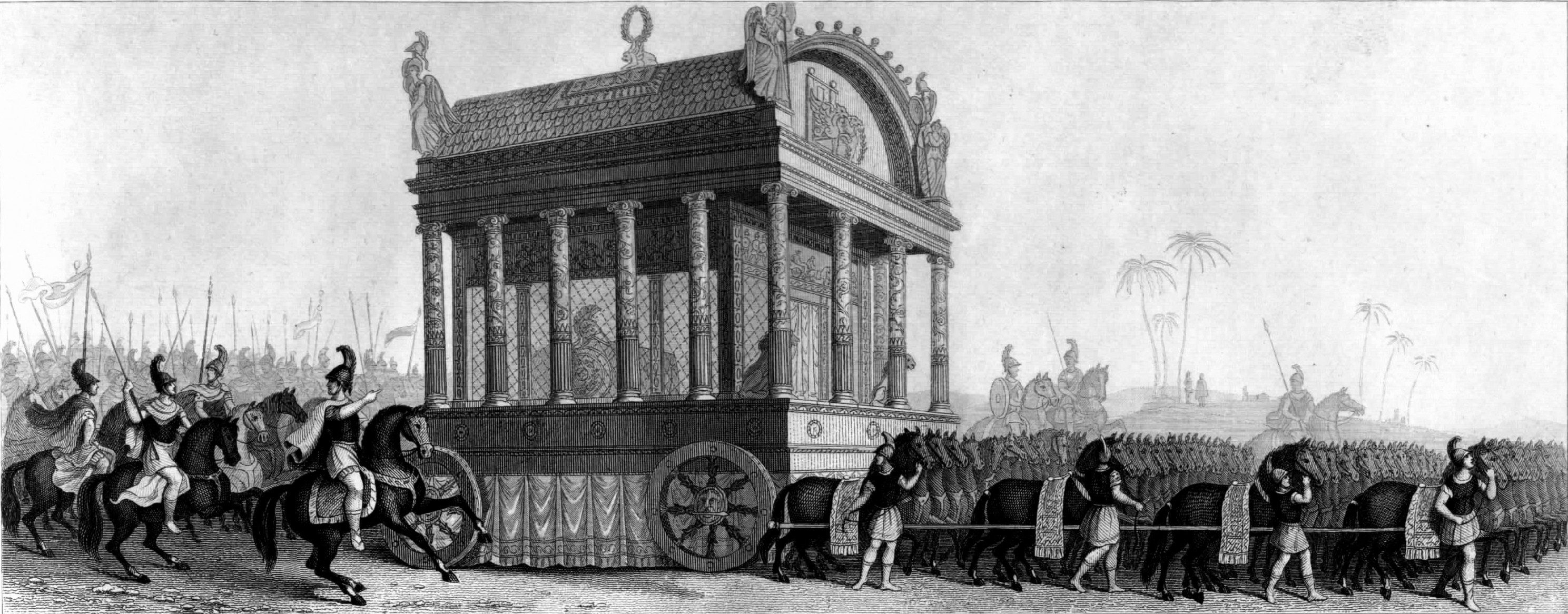
根據西西里的狄奧多羅斯記載，十九世紀畫家所繪的亞歷山大大帝靈車。

根據古羅馬歷史學家昆圖斯·庫爾提烏斯·魯福斯和查士丁的記載，亞歷山大大帝在臨終前要求葬在錫瓦綠洲宙斯·阿蒙神廟，他要求以宙斯·阿蒙之子身份下葬，並不願與生父腓力二世一同葬在埃格王家墓園 。根據西西里的狄奧多羅斯，亞歷山大的遺體被置於一個黃金打造的金棺，這金棺也被斯特拉波和庫爾提烏斯·魯福斯的著作提到，到了後來的托勒密十世他命人把亞歷山大的金棺熔去籌錢，改用水晶或玻璃棺來安置亞歷山大遺體。
自亚历山大大帝逝世于巴比伦后不久，他的繼業者佩爾狄卡斯、托勒密一世便将焦点放在争夺其遗体的所有权上。根据學者尼古拉斯·J·桑德斯的研究，虽然帝國首都巴比伦“显而易见地”应为亚历山大大帝的安息之所，亞歷山大的部將們則是在會議中待选的两处墓地选址，一為馬其頓阿吉德王朝舊都埃格的王家墓園，另一處就是亞歷山大生前選定的锡瓦绿洲，然而帝國攝政佩爾狄卡斯並沒有選擇尊重亞歷山大的遺願，決定讓這為征服者葬於故鄉埃格的王家墓園內。前321年，亞歷山大靈車歷時兩年準備，遺體也做了反腐處理，啟程往馬其頓出發，然而靈車在敘利亞途中，他的遗体被埃及總督托勒密給拦截下來，托勒密他以亞歷山大大帝遺願為由成功勸說靈車轉往埃及。儘管托勒密獲得亞歷山大的遺體，但亞歷山大一些生前的鎧甲、王權頭帶和王室儀仗部份落在佩爾狄卡斯和歐邁尼斯手裡。根据保萨尼亚斯和帕里安编年史在前321-320年的记录，托勒密最初将亚历山大大帝安葬在了當時的埃及行政首府孟菲斯。所谓的亞歷山大石棺其实和亚历山大大帝的遗体无关。它一度被认为是阿布达罗尼穆斯的石棺，但现在它可能属于波斯巴比伦总督马扎亚斯。
到了前四世紀末或前三世紀初的時候，托勒密埃及新首都亞歷山卓城逐漸完工，便把亞歷山大大帝移靈至新首都重新安葬 。根據保萨尼亚斯的說法，是托勒密二世在前280年左右遷葬的，前274年亞歷山大大帝的陵墓就已被確認在亞歷山卓。到了托勒密四世時他為亞歷山大大帝於城中新建一個陵墓並移靈過去，大帝新陵墓旁邊則是前幾任托勒密埃及國王陵墓。這塊王家陵墓區被稱之為「索瑪」（Soma 或 Sema），在希臘文中意謂著「肉體」。「索瑪」區並成為神化亞歷山大的信仰中心。

## 歷史文獻的描述

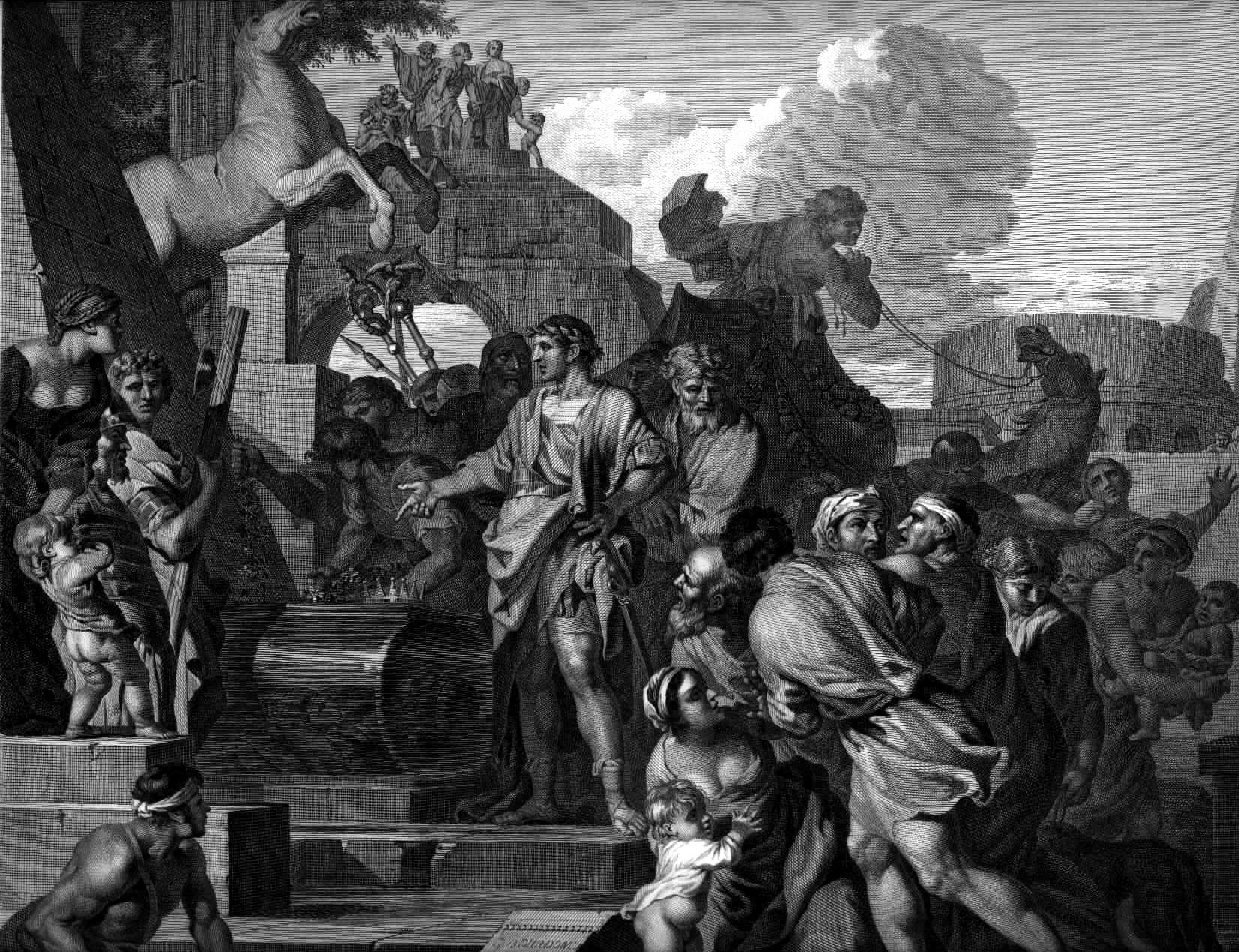
奧古斯都參訪亞歷山大大帝陵墓，由畫家塞巴斯蒂安·波登於1643年所繪

亚历山大大帝生前使用的物品可能都一同保存在埃及亞歷山卓陵墓內，在前61年龐培的凱旋式中，古羅馬歷史學家阿庇安提到「龐培他本人當時被載在一輛鑲滿寶石的戰車上，身上批著斗篷被認為是亞歷山大大帝使用的，如果可信的話，這件物品可能是克麗奧佩脫拉贈給科斯島人，並落入米特里達梯六世的財物之中。」
前48年凱撒在亞歷山卓參訪過亞歷山大大帝陵墓。之後埃及豔后為了與屋大維的戰爭，她從陵墓裡拿走些金子充作軍資。在埃及豔后之死後，屋大維也參訪過亞歷山大大帝陵墓，據說他在陵墓內放了鮮花，並在亞歷山大的頭上戴上一頂金王冠（diadem），並不小心把亞歷山大遺體的鼻子給折了。根據蘇埃托尼烏斯記載，羅馬皇帝卡利古拉曾經洗劫部分陵墓，據說他取走亞歷山大的胸甲。公元199年，塞普蒂米烏斯·塞維魯在參訪過陵墓後，命人把陵墓給封了。到了後來的公元215年，一些亞歷山大陵墓的物品被羅馬皇帝卡拉卡拉改變擺放位置，編年史家安條克的約翰提到卡拉卡拉留下自己的丘尼卡长袍（tunic）、戒指、腰帶和一些其他有價值的物品放到棺上來榮耀他的偶像。
到了四世紀末，於361年阿米阿努斯·馬爾切利努斯還提到亞歷山大大帝陵墓和祂的神廟。之後陵墓可能在365年被地震摧毀，就算倖存也很難逃過390年代狂熱基督徒對異教信仰的破壞。到了400年左右教會的約翰一世來到亞歷山卓時，他問當地居民卻得到亞歷山卓人已經不知道陵墓於何處的訊息。然而，後來的伊本·阿布達·哈卡姆（出生於803年）、馬蘇第（出生於896年）和利奧·阿非利加努斯（出生於1494年）宣稱見過亞歷山大的陵墓遺址，利奧·阿非利加努斯當他來到亞歷山卓時還是個年輕人，他寫道：「在亞歷山卓城的廢墟之中，仍然保留著一座小建築，造型像小教堂一樣，因為這是一座被穆罕默德信徒尊崇的非凡陵墓而值得一提。他們說，這座陵墓裡面保存著亞歷山大大帝的遺體......甚至來自遙遠的國家一大群陌生人，為了讚揚而向墳墓致敬，他們同時經常給予陵墓可觀的捐款」。旅行家喬治·桑迪斯於前1610年來到亞歷山卓，並提到那裡有一座墳墓，被尊為亞歷山大的安息之地。然而他的說法僅僅可能只是利奧·阿非利加努斯給出的描述的再敘述。

## 尋找位置所在

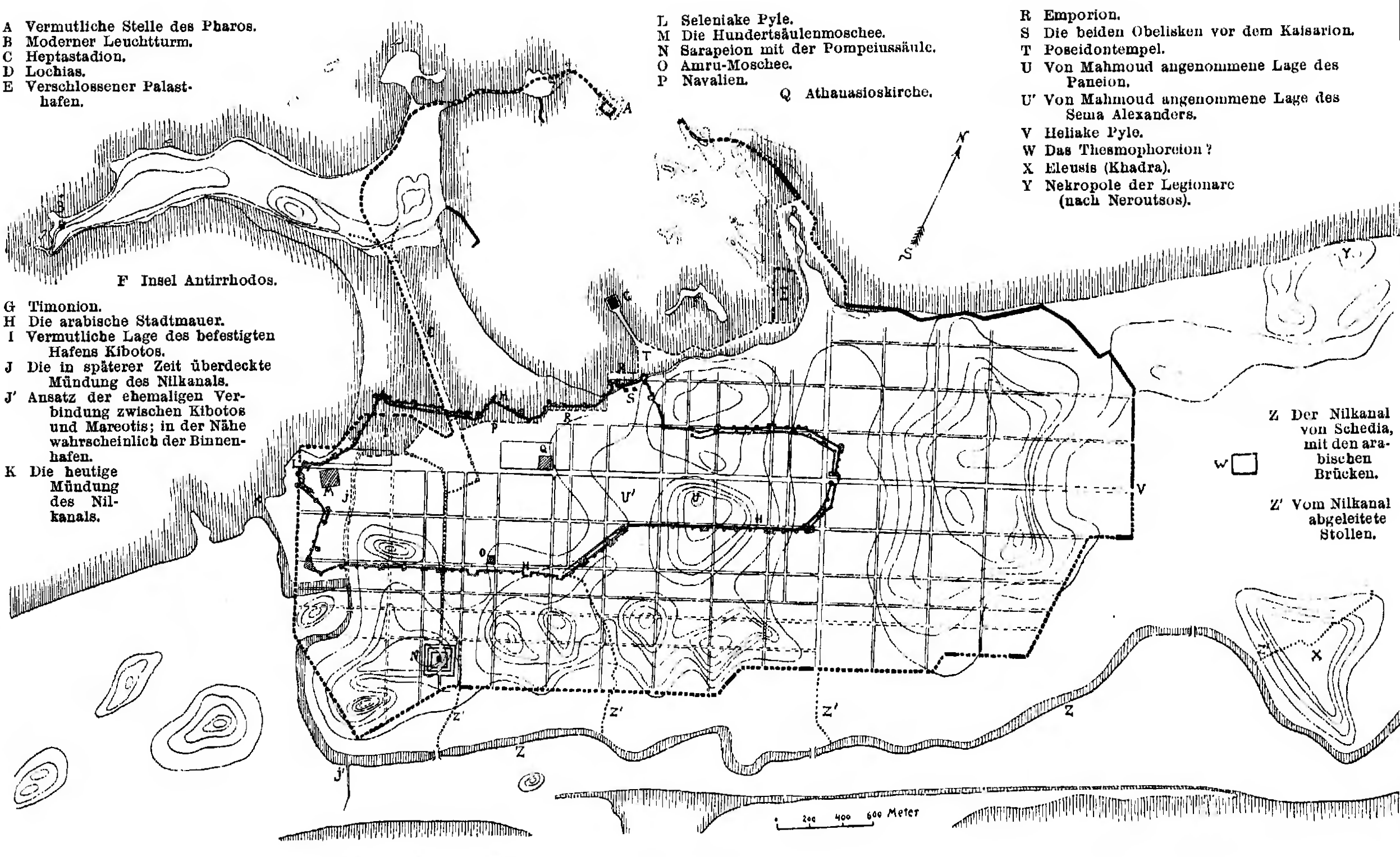
亞歷山卓城市遺址於1893年的地圖，並標註古代建築或區域位置

古代亞歷山卓地圖，以及可能的亞歷山大大帝陵墓位置於標號7

亚历山大大帝陵墓位置长久以来仍是一个未解之谜，埃及最高古物委員會承認官方發起超過140次去尋找陵墓遺址。近代學者穆罕默德·法拉基（1815–1885）編繪了古代亞歷山卓地圖，認為亞歷山大大帝的陵墓位於古城的中央，在卡諾卜罈大道（即今日的El Horreya大道）與標號R5的古老街道交匯處。之後其他近代學者們如塔索斯·內魯索斯、海因里希·基佩爾特和恩斯特·馮·西格林都將陵墓位置置於該區。傳說遺體後來在早期基會教會時期移到某座小教堂的地下聖堂，到了近代先知但以理清真寺（Nabi Daniel Mosque）就被傳說是亞歷山大大帝遺體所在地。在1850年之時安布鲁瓦兹·斯基利齐（Ambroise Schilizzi）自稱他在先知但以理清真寺（Nabi Daniel Mosque）找到亞歷山大的遺體木乃伊，且陵墓就在清真寺內。在1888年，發掘特洛伊的海因里希·施里曼計畫在清真寺挖掘來尋找亞歷山大陵墓位置，但他被有關部門拒絕他的挖掘申請。
在2011年國家地理頻道播放《歷史神祕檔案》系列記錄片，期中一集講述學者安德魯·蔡（Andrew Chugg）推測當年威尼斯商人從埃及的亞歷山卓偷走聖馬爾谷的遺骸，其實是亞歷山大大帝的遺骸，威尼斯商人他們相信這是屬於聖馬克的並偷偷將遺體偷運到威尼斯，該遺骸被天主教教會安置於聖馬爾谷聖殿宗主教座堂。學者安德魯·蔡在另一篇論文指出1960年在威尼斯聖馬爾谷聖殿宗主教座堂的地基中，發現一個公元前3世紀馬其頓高級陵墓的碎片，它的大小恰恰可以作為「內克塔內布二世石棺」的蓋板一部分。「內克塔內布二世石棺」今日收藏於大英博物館中，它長期被一些學者認為在亞歷山大大帝遺體尚未移到亞歷山卓前，在孟菲斯時遺體是安置在「內克塔內布二世石棺」中。學者安德魯·蔡他認為這點可以說明被威尼斯商人帶走的聖馬爾谷遺骸，與亞歷山大大帝陵墓有某種關聯。
在2019年，希臘考古學者帕帕科斯塔（Calliope Limneos-Papakosta）在亞歷山卓的沙勒拉特庭園發掘出一座亞歷山大大帝大理石像，該處恰好落在古城區的王宮區，而古代文獻中也提到過亞歷山大陵墓座落於王宮區。

### 亞歷山卓以外的選項
儘管大量古代文獻都明指亞歷山大大帝的陵墓位於亞歷山卓，但一些現代學者相信可能陵墓不在該處而是在其他地方。在1993年學者Triantafyllos Papazois建立一個假說，認為希臘维尔吉纳古馬其頓王家墓園的2號古墓（tomb II），安葬的不是學術界認為的腓力二世，而是亞歷山大大帝和他的王后羅克珊娜。而3號古墓（tomb III）埋的是他們的兒子亞歷山大四世。學者Triantafyllos Papazois他基於古代文獻的描述，認為2號古墓發現的胸甲、盾牌、頭盔都屬於亞歷山大大帝的軍事裝備。
2014年在希臘馬其頓地區安菲波利斯地區卡斯塔古墓發現了一座亞歷山大時代的大型墓葬。人們再一次引發對亞歷山大最後安息地的猜測，一些人推測它一開始是準備為亞歷山大所建造的，但由於托勒密攔截了亞歷山大靈車而沒有使用。基於古墓的考古出土文物，考古團隊認為這個陵墓是獻給亞歷山大大帝最親密的好友赫費斯提翁，而不是亞歷山大本人。
錫瓦綠洲是今日埃及靠近利比亞邊境的一座綠洲城市，在1995年時希臘考古學者利亚纳·索瓦特兹（Liana Souvaltzi）宣稱錫瓦綠洲一個古墓她辨別是屬於亞歷山大大帝的。然而這一說法被希臘時任文化部秘書長喬治·托馬斯（George Thomas）提出了質疑，他說目前尚不清楚考古的建築結構是否是一座墳墓，托馬斯和他的部內官員說考古挖掘出的建築風格也不是索瓦特兹認為的馬其頓式，且殘版的文字上轉譯後也不支持她的說法，無法成為證據。在2021年時埃及錫瓦旅遊部門宣稱他們在錫瓦綠洲找到亞歷山大大帝的陵墓，但其真實性有待考驗。

## 註腳
1. 1 2  Saunders 2007，第38頁
2. ↑  . www.archaeology.org.   [2021-07-06]. （原始内容存档于2022-06-25）.
3. 1 2 3 4 5  Robert S. Bianchi. . Archaeology.org.   [Aug 21, 2011]. （原始内容存档于2004-11-15）.
4. 1 2  Lauren O'Connor. . Constructing the Past. 2008  [1 November 2013]. （原始内容存档于2017-08-27）.
5. 1 2 3 4  Saunders 2007，第x頁
6. ↑  Saunders 2007，第34頁
7. ↑  Saunders 2007，第35頁
8. ↑  Saunders 2007，第41頁
9. ↑  . Osprey Publishing. 2008: 123. ISBN 1846033284.
10. ↑  Saunders 2007，第53頁
11. ↑  Appian, The Mithridatic Wars, 24.117
12. 1 2  . 考古學雜誌. July 16, 2013  [August 12, 2016]. （原始内容存档于2014-10-07）.
13. ↑  Madden 1851，第138頁
14. ↑  Madden 1851，第137頁
15. ↑  J Saunders, Nicholas. . 阿歇特出版公司. 2007: 106  [7 March 2022]. ISBN 9780465006212. （原始内容存档于2022-06-23）.
16. 1 2  . Hellenic Electronic Center.   [1 November 2013]. （原始内容存档于2015-04-05）.
17. ↑  . BBC. June 11, 1998  [August 21, 2011]. （原始内容存档于2017-11-07）.
18. 1 2  Saunders 2007，第xii頁
19. ↑  . Metacafe.   [2022-06-22]. （原始内容存档于2012-09-14）.
20. ↑  . The Sydney Morning Herald. 28 June 2011  [2022-06-22]. （原始内容存档于2011-07-01）.
21. ↑  . National Geographic Channel – Videos, TV Shows & Photos – UK. 14 April 2020  [2022-06-22]. （原始内容存档于2011-08-13）.
22. ↑  . The British Museum.   [2022-06-22]. （原始内容存档于2022-06-22）.
23. ↑  Chugg, Andrew. . KMT. 2020-01-01  [2022-06-22]. （原始内容存档于2022-06-25）.
24. ↑  . National Geographic. 28 February 2019  [2022-06-22]. （原始内容存档于2019-02-28）.
25. ↑  Saunders, Alexander's tomb, p.187
26. ↑  Τ.Παπαζώης, Ο Μέγας Αλέξανδρος με την οικογένεια του είναι θαμμένοι στους βασιλικούς τάφους ΙΙ και ΙΙΙ της Βεργίνας, 2017
27. ↑  Giorgos Christides. . BBC. 22 September 2014  [2 April 2015]. （原始内容存档于2014-09-21）.
28. ↑  . www.culture.gov.gr.   [2022-06-22]. （原始内容存档 (PDF)于2016-03-04）.
29. ↑  . US News. 30 September 2015  [2022-06-22]. （原始内容存档于2015-10-02）.
30. ↑  . Greek Reporter. 30 September 2015  [2022-06-22]. （原始内容存档于2015-10-01）.
31. ↑  . The Baltimore Sun. February 6, 1995  [1 November 2013]. （原始内容存档于2013-11-02）.
32. ↑  . 16 October 2021  [2022-06-22]. （原始内容存档于2022-07-02）.